# Tegernsee (stacja kolejowa)
Tegernsee (niem.: Bahnhof Tegernsee) – stacja kolejowa w Tegernsee, w kraju związkowym Bawaria, w Niemczech. Znajduje się na linii Schaftlach – Tegernsee. Według DB Station&Service ma kategorię 6. Obsługiwana jest przez pociągi Bayerische Oberlandbahn.

## Linie kolejowe
- Linia Schaftlach – Tegernsee

## Połączenia
| Rodzaj pociągów | Trasa                                          | Takt     |
| --------------- | ---------------------------------------------- | -------- |
| BOB}            | München – Holzkirchen – Schaftlach – Tegernsee | godzinny |